# Lahaul e Spiti
Lahaul e Spiti ou Lahul e Spiti é um distrito do norte da Índia, no estado do Himachal Pradexe. Tem 13 841 km² de área e em 2011 tinha 31 564 (densidade: 2,3 hab./km²). Foi criado em 1960, resultando da fusão de dois distritos separados, cada um deles correspondente a um vale: Lahaul e Spiti. A capital do primeiro era Kardang e do segundo Dhankar. A capital do novo distrito é Keylong, situada a poucos quilómetros de Kardang.
Os vales de Lahaul e de Spiti estão separados pelo passo de montanha Kunzum La (4 551 m de altitude), situado a 9 km do lago Chandra Tal. A sul, o principal acesso ao distrito é o passo Rohtang La (3 978 m), por onde passa a principal via rodoviária do distrito, a estrada Manali–Leh. A sul-sudeste, o distrito termina a 24 km de Tabo, onde a estrada que percorre o vale de Spiti entra no distrito de Kinnaur.
Os dois vales têm caraterísticas bastante diferentes. Spiti é mais árido e com terreno mais difícil de atravessar, com uma altitude média do fundo do vale de 4 270 m. Está rodeado de montanhas imponentes, no fundo das quais corre o rio Spiti, que desagua no Sutlej. É uma área de deserto de montanha, com precipitaçao anual de apenas 170 mm. Em 2011 era o terceiro distrito menos povoado da Índia. A religião de quase dois terços da população é o budismo tibetano e, à parte de pequenas minorias que não chegam a 1%, os restantes habitantes são hindus. A taxa de analfabetismo no distrito era, em 2011, 23,2% — 14,3% para os homens e 33,2% para as mulheres.

## Flora e fauna
As duras condições da região fazem com que a vegetação seja escassa, constituída por tufos dispersos de ervas duras e arbustos, inclusivamente em altitudes inferiores a 4 000 m. A linha de glaciares, isto é, de neves eternas, situa-se geralmente a cerca de 5 000 m.[carece de fontes?]
Nas planícies de Lingti há animais como iaques e dzos. A caça e a diminuição de alimentos levaram a uma grande diminuição das populações de antílope-tibetano, argali, kiang, cervo-almiscarado e leopardo-das-neves. No inverno ainda se avistam íbexes, ursos-pardo e raposas.[carece de fontes?]
No distrito há pelo menos duas áreas protegidas: o Parque Nacional do Vale de Pin e o  Santuário de Vida Selvagem de Kibber.[carece de fontes?]

## Cultura e religião
As línguas, cultura e etnias de Lahaul e de Spiti estão estreitamente relacionadas. Geralmente, os lahaulis são de ascendência mista tibetana e indo-ariana. O bothia de Spiti são mais aparentados com os tibetanos. As línguas locais são da família do tibetano, tanto em Spiti como em Lahaul. São muito semelhantes à língua ladaque. As semelhanças culturais com o vizinho Ladaque e Tibete Ocidental devem-se em parte ao facto de que em diversas ocasiões os vales de Lahaul e de Spiti fizeram parte dos reinos de Guge (tibetano) e do Ladaque.[carece de fontes?]
Entre os lahaulis, o sistema de família alargada é comum, tendo evoluído de um sistema de poliandria passado. A família é chefiada pelo membro mais velho. O sistema de clãs, conhecido como Rhus também desempenha um papel importante na sociedade lahauli. Os habitantes de Spiti têm um sistema de herança que é único entre os povos tibetanos. Após a morte do pai e da mãe, apenas o filho mais velho herda as propriedades da família; a filha mais velha herda as joias da mãe e os irmãos e irmãs mais novos não têm direito a qualquer herança.[carece de fontes?]

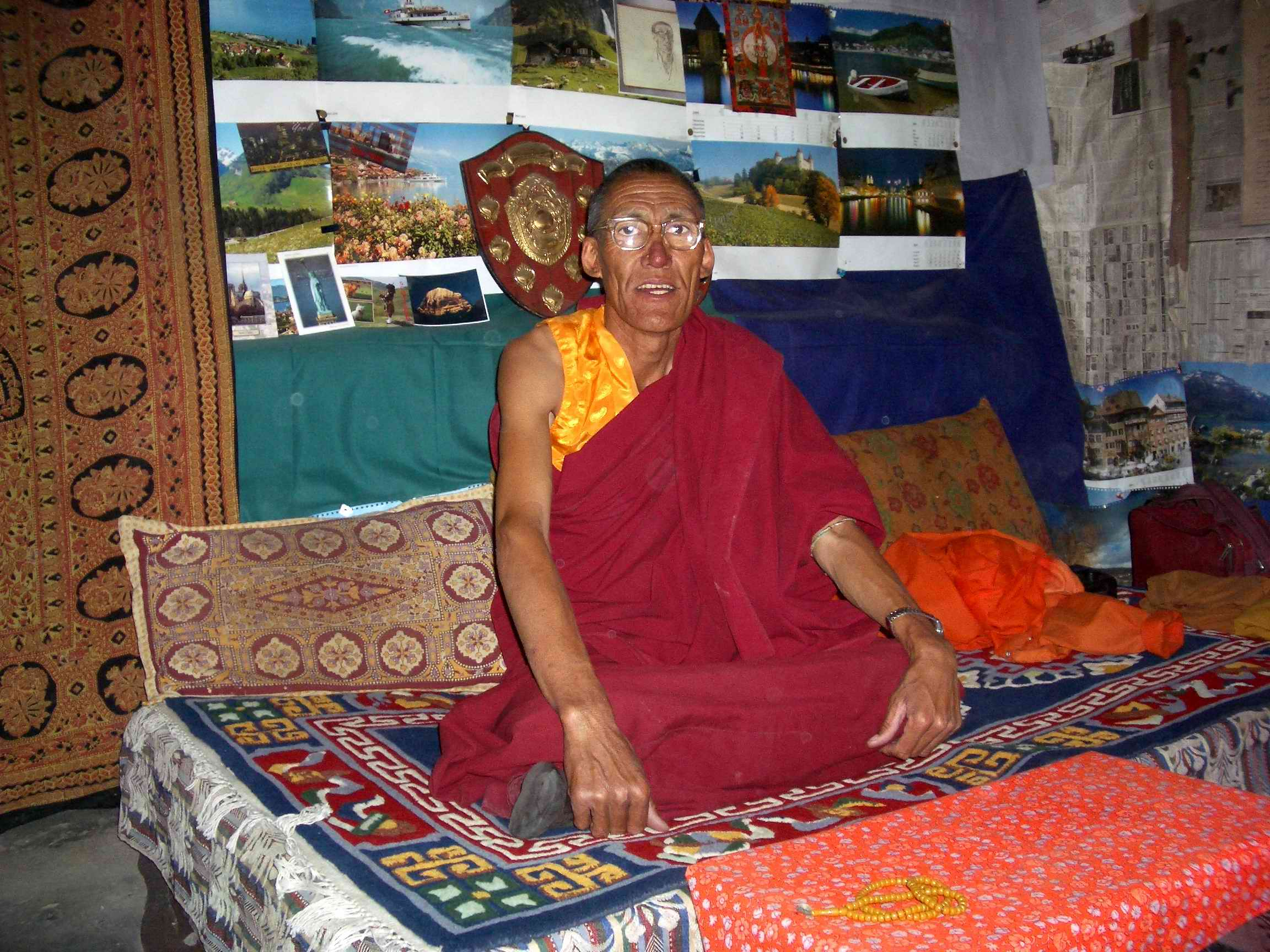
O abade do, em Spiti

Os divórcios são permitidos e envolvem uma cerimónia simples na presença dos membros mais velhos da aldeia. O divórcio pode ser pedido por qualquer dos membros do casal. O marido tem que pagar uma compensação à ex-mulher se ela não se casar novamente, o que é pouco comum entre os lahaulis.[carece de fontes?]
A agricultura é a principal fonte de rendimento. Uma das produções agrícolas mais importantes e comuns é a batata. Outras formas de emprego são a pecuária, trabalhos em programas do governo, funcionalismo público, comércio e artesanato, nomeadamente tecelagem. As casas são construídas em estilo tibetano, em parte devido ao facto da região ser montanhosa e estar sujeita a sismos.[carece de fontes?]
O budismo tibetano é seguido pela maior parte da população (62% em 2011). Os hindus representam cerca de 37%. As pequenas minorias religiosas incluem cristãos (0,67%) e muçulmanos (0,23%). Há algum sincretismo entre o hinduísmo e o budismo praticados na região, principalmente em Lahaul, onde a seita budista dominante é a Drukpa Kagyu. Em Spiti, a seita dominante é a Gelugpa. A influência budista é mais forte em Spiti do que em Lahaul. Nesta última região, a predominância budista é mais forte nas zonas mais altas de Todh e Gahr, mais próximas do Ladaque e de Spiti. Em Lahaul há templos frequentados tanto por budistas como por hindus, como por exemplo o Templo de Trilokinath, onde os peregrinos hindus veneram Xiva e os budistas adoram Avalokiteshvara.[carece de fontes?]

## Turismo

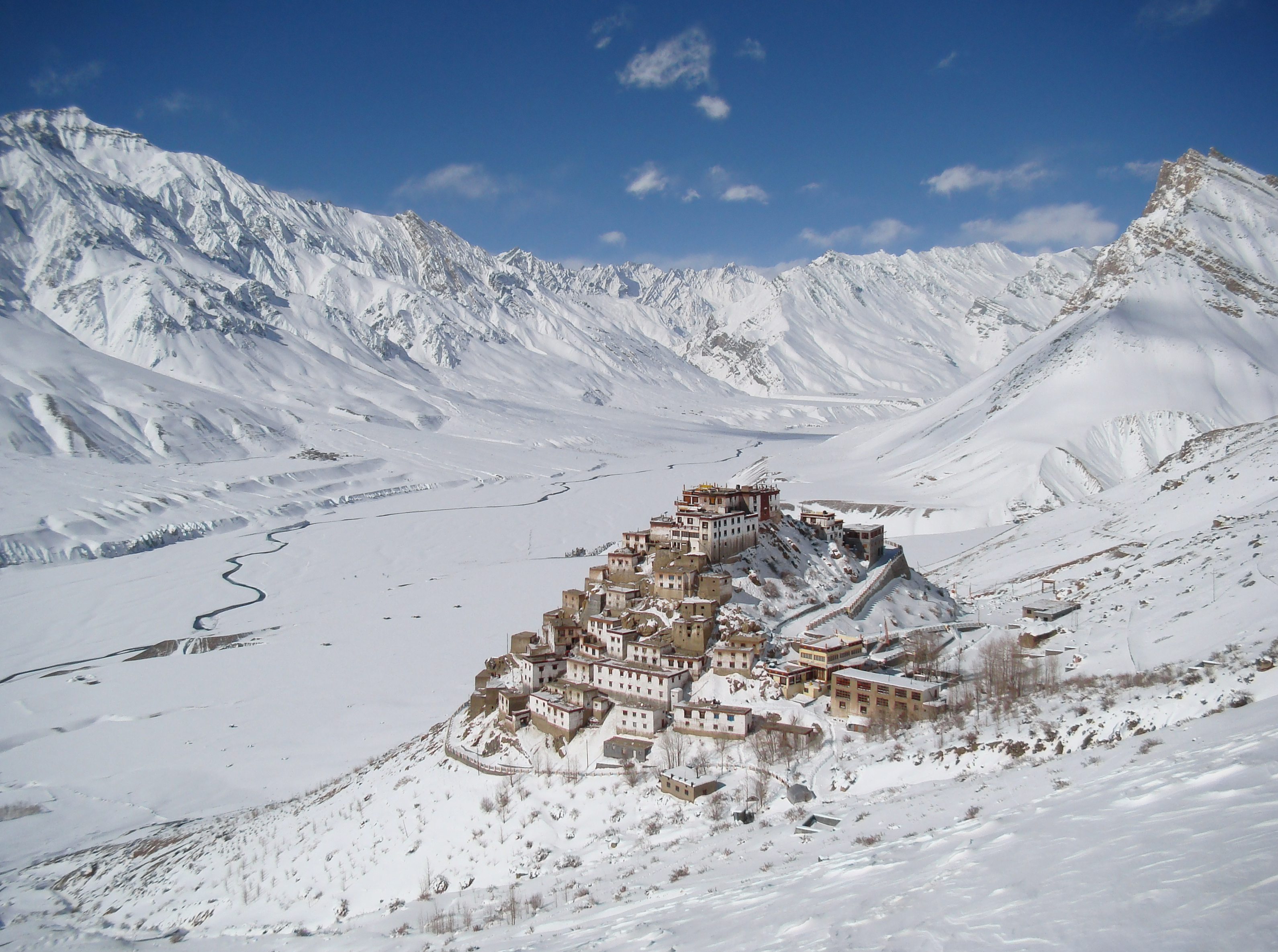
Mosteiro de Ki

Os principais atrativos turísticos do distrito são a beleza natural das paisagens, o lago Chandra Taal e as gompas (mosteiros budistas), como as de Tabo, Ki, Dhankar, Shashur, Guru Ghantal, Khungri, Lalung, Tangyud, Sherkhang (que se diz ser mais antiga do que a de Tabo).[carece de fontes?]
Dois dos mosteiros mais famosos e mais interessantes são os de Tabo e de KI. O primeiro situa-se 50 km a sudeste de Kaza, uma da localidades mais importantes de Spiti. A sua celebridade cresceu quando foi comemorado o milésimo aniversário da sua fundação, em 1996. Alberga uma coleção de escrituras budistas, estátuas e thangkas. O Mosteiro de Ki é alegadamente o maior e mais antigo de Spiti. Nele vivem cerca de 100 monges e alberga pinturas murais thangkas raras, manuscritos e instrumentos musicais antigos.[carece de fontes?]
Devido ao clima inclemente, praticamente só há turistas entre junho e outubro, quando as estradas e aldeias não estão cobertas de neve e os passos de montanha que ligam a região ao resto do mundo — Kunzum La e Rohtang La — estão abertos. A estrada que liga Spiti a Kinnaur ao longo do vale do Sutlej permanece aberta todo o ano, mas por vezes é temporariamente encerrada devido a avalanches e deslizamentos de terra.[carece de fontes?]